# SN 2010ho
SN 2010ho – supernowa typu Ia odkryta 4 września 2010 roku w galaktyce PGC1361264. W momencie odkrycia miała maksymalną jasność 16,60m.